# ポルトガル国営放送

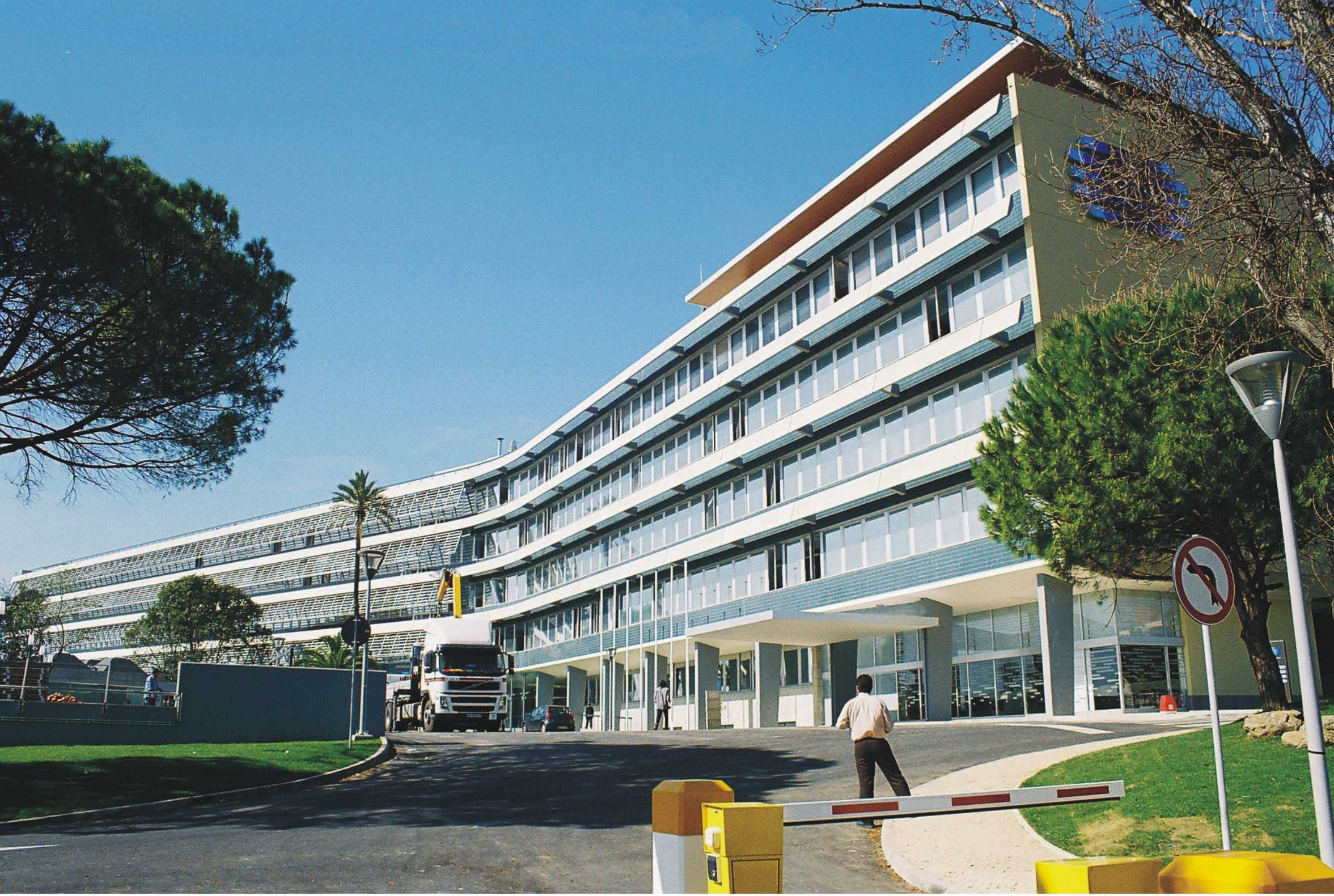
リスボンにあるRTP本部

ポルトガル国営放送（葡：Rádio e Televisão de Portugal、略称RTP）はポルトガルの国営放送。

## 歴史

### ラジオ
- 1930年　ポルトガル郵政省（Correios de Portugal SA、略称CTT）傘下で中波・短波放送許可。
- 1932年　中波実験放送実施。
- 1934年　短波放送実験放送実施。
- 1935年8月1日　ポルトガル国営放送（Emissora Nacional de Radiodifusão、略称ENR）放送開始。
当初はサラザール独裁政権のプロパガンダ放送が中心だった。
- 1955年　FM放送開始。
- 1974年4月25日 カーネーション革命によりポルトガルが民主化。
- 1976年　ポルトガル放送（Radiodifusão Portuguesa、略称RDP）に改称。
ラジオ・クラブ・ポルトガル（Rádio Clube Português、略称RCP）を合併し国有化。
- 1979年3月12日　RCPを商業ラジオ（Rádio Comercial）に改称。
同時に  アンテナ3（Antena 3）を開局。広告を廃止し税収のみで運営されることになった。
- 1993年　商業ラジオを分割民営化。
- 1998年8月3日　DABデジタルオーディオ放送開始。
- 2004年 RTPと合併。

### テレビ
- 1955年12月15日　ポルトガルテレビ（Radiotelevisão Portuguesa、略称RTP）設立、実験放送開始。
- 1956年9月　受像機20台が公園に設置された他、電気店の店頭に一般民衆は群がった。受信エリアは半径20km。
- 1957年3月7日　本放送開始。
- 1959年10月20日　EBU欧州放送連合加盟。
- 1968年12月25日　RTP2をUHFで開局。
- 1969年7月20日　アメリカのアポロ11号月面着陸中継を生放送。
- 1972年8月6日　マデイラ諸島、8月10日　アゾレス諸島に中継局が開局。
- 1975年　カラー放送実験開始。
- 1980年2月　カラー本放送開始。70%の番組がカラー化。
- 1991年　送信設備をポルトガル・テレコム（Portugal Telecom）に移管。
- 1992年　民間放送 インディペンデント通信社（Sociedade Independente de Comunicação、略称SIC）開局。視聴率が下降。
- 2008年　北京オリンピックをZON e TV Caboの衛星放送とケーブルテレビを通じて高精細度テレビジョン放送（HD）を実施。

## 主要チャンネル

### ラジオ
- RDPアンテナ1（RDP Antena 1） - 総合
- RDPアンテナ2（RDP Antena 2） - 教育
- RDPアンテナ3（RDP Antena 3） - アダルト・コンテンポラリー・ミュージック、オルタナティヴ
- RDP国際放送（RDP Internacional）全世界向けインターネット放送＋とFM放送。一部の番組が東ティモールの放送局から再送信される。
- RDPアフリカ（RDP África） - モザンビーク、カーボベルデ、ギニアビサウ、サントメ・プリンシペ向けポルトガル語放送をFM、衛星、インターネットで実施。
- RDPマデイラ・アンテナ1（RDP Madeira  -  Antena 1）
- RDPマデイラ・アンテナ3（RDP Madeira  -  Antena 3）
- ラジオ・ルジタナ（Rádio Lusitânia） - ポルトガル音楽専門デジタル放送
- ラジオ・ヴィヴァーチェ（Rádio Vivace） - クラシック音楽専門デジタル放送
- Antena 1 Vida
- アンテナ3ロック　Antena 3 Rock - ロック専門デジタル放送
- アンテナ3ダンス　Antena 3 Dance - ダンス・ミュージック専門デジタル放送
- アンテナ3ファド　Antena 1 Fado - ファド専門デジタル放送

### テレビ
- RTP1
- RTP2
- RTP3 - ニュース専門、24時間放送
- RTPマデイラ（RTP Madeira）
- RTPアゾレス（RTP Açores）
- RTPアフリカ（RTP África） - アンゴラ、モザンビーク、カーボベルデ、ギニアビサウ、サントメ・プリンシペ向けポルトガル語ローカル放送
- RTPインターナショナル（RTP Internacional） - マカオ、東ティモール向ポルトガル語ローカル放送
- RTPメモリア（RTP Memória）